# Barrière de police
« Barrière Vauban » redirige ici. Pour les autres significations, voir Vauban (homonymie).
« Barrière Nadar » redirige ici. Pour les autres significations, voir Nadar (homonymie).

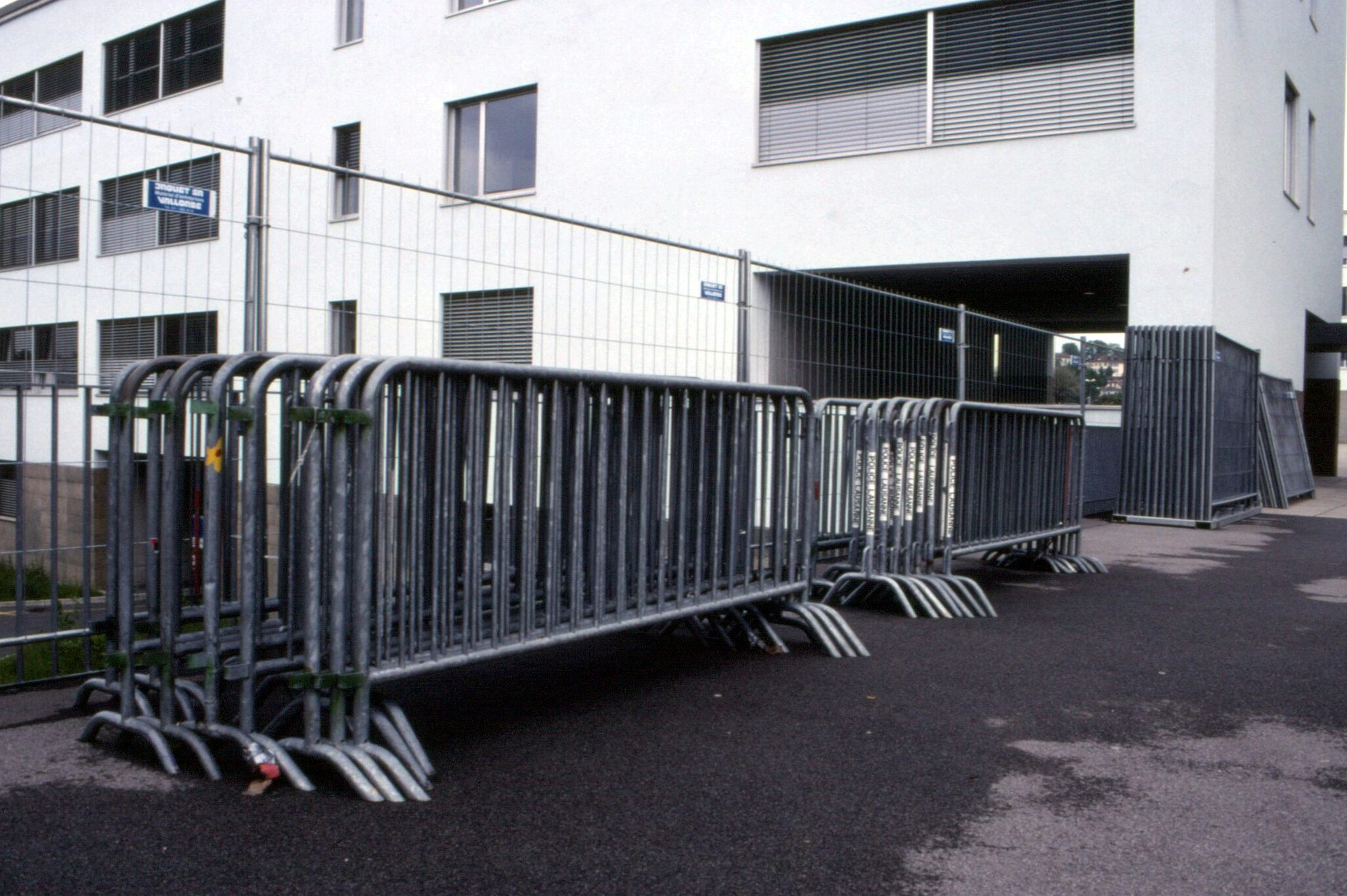
Des barrières empilées devant des grilles de chantier (type Jaquet).

Une barrière de police, barrière de contrôle de foule, barrière mobile de sécurité, dite aussi barrière « Vauban » ou ganivelle en France et barrière « Nadar » en Belgique, est un obstacle mobile, généralement en acier galvanisé, utilisé notamment en France pour mettre temporairement en place un périmètre de non-circulation piétonne dans des situations exceptionnelles.  
Raccordées entre elles sur une longueur voulue, les barrières mobiles de sécurité permettent d'instaurer des périmètres de sécurité temporaires, de réguler des accès piétons, de gérer l'affluence en canalisant des flux de personnes, d'assurer la sécurité d'événements, de manifestations, de délimiter des zones de travail, de sécuriser et délimiter les accès à des chantiers ou des travaux de voirie, d'empêcher provisoirement le stationnement. 
La barrière mobile de sécurité est d’une hauteur constante de 1,10 m et présente des angles arrondis. Les deux longueurs les plus courantes sont 2 m et 2,50 m. L’espacement standard entre les barreaux est de 11 centimètres. La forme des pieds est pensée pour assurer la stabilité et faciliter le stockage grâce aux pieds décalés permettant un rangement au carré.
Elle est généralement munie d'un système d’accroche universelle en fer plat conçu pour s’adapter à d’autres modèles de barrières existants. Certains modèles de barrière comportent deux crochets soudés, disposés dans le sens longitudinal d'un seul côté de chaque barrière sur un montant vertical, permettant de la relier au montant vertical opposé de la suivante, d'autres des crochets orientés vers le bas qui viennent s'insérer dans deux œillets soudés dans la barrière suivante.
Ces éléments raccordables permettent d'accepter les dénivelés et les rotations. Les barrières de sécurité mobile peuvent être utilisées isolément ou accrochées les unes aux autres en un nombre théoriquement illimité. 

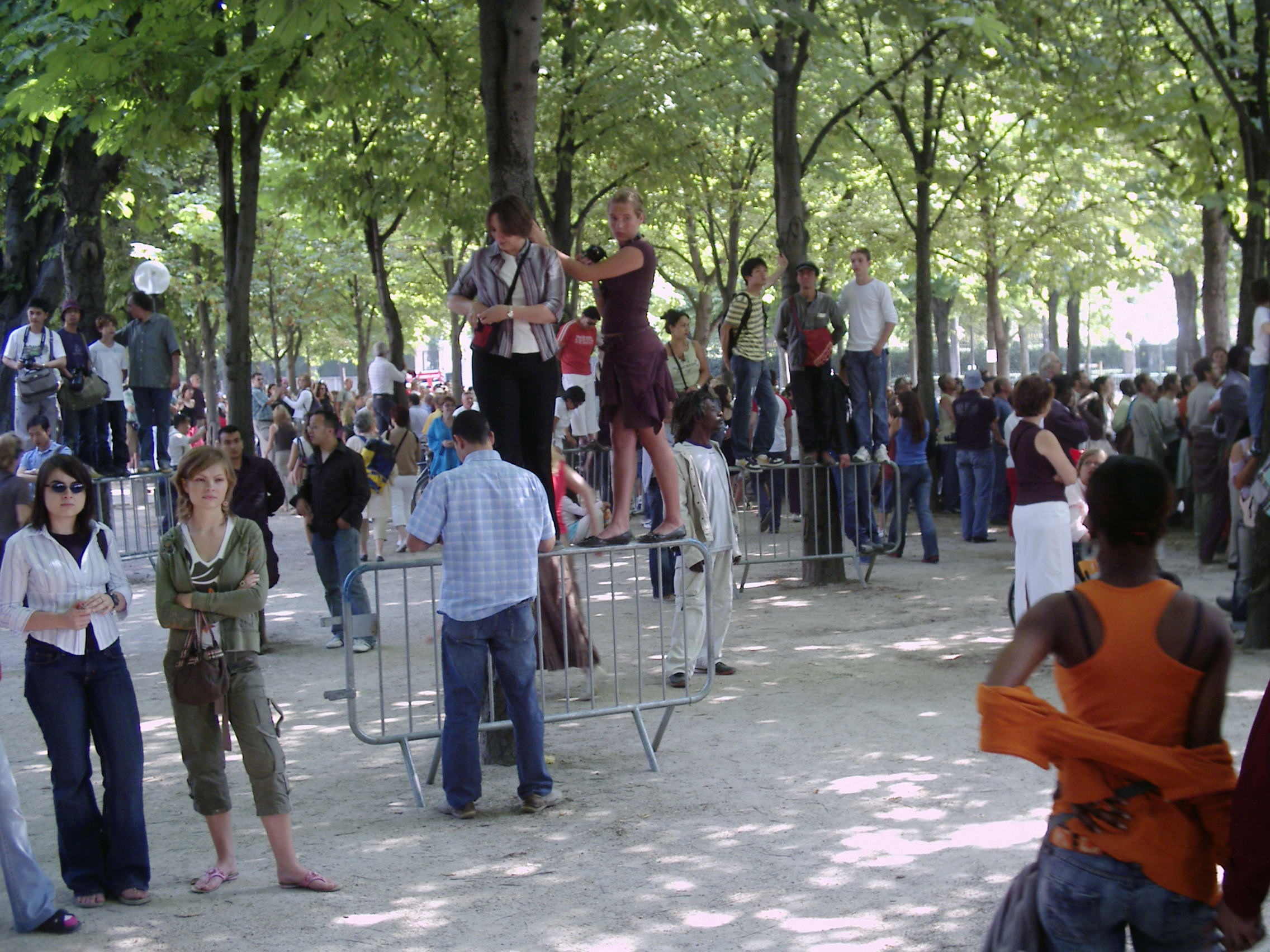
Les barrières de contrôle de foule sont quelquefois détournées de leur fonction première, comme sur cette photo où des spectateurs grimpent dessus pour regarder au-dessus de la foule lors du défilé militaire du 14 juillet 2006.

## Historique

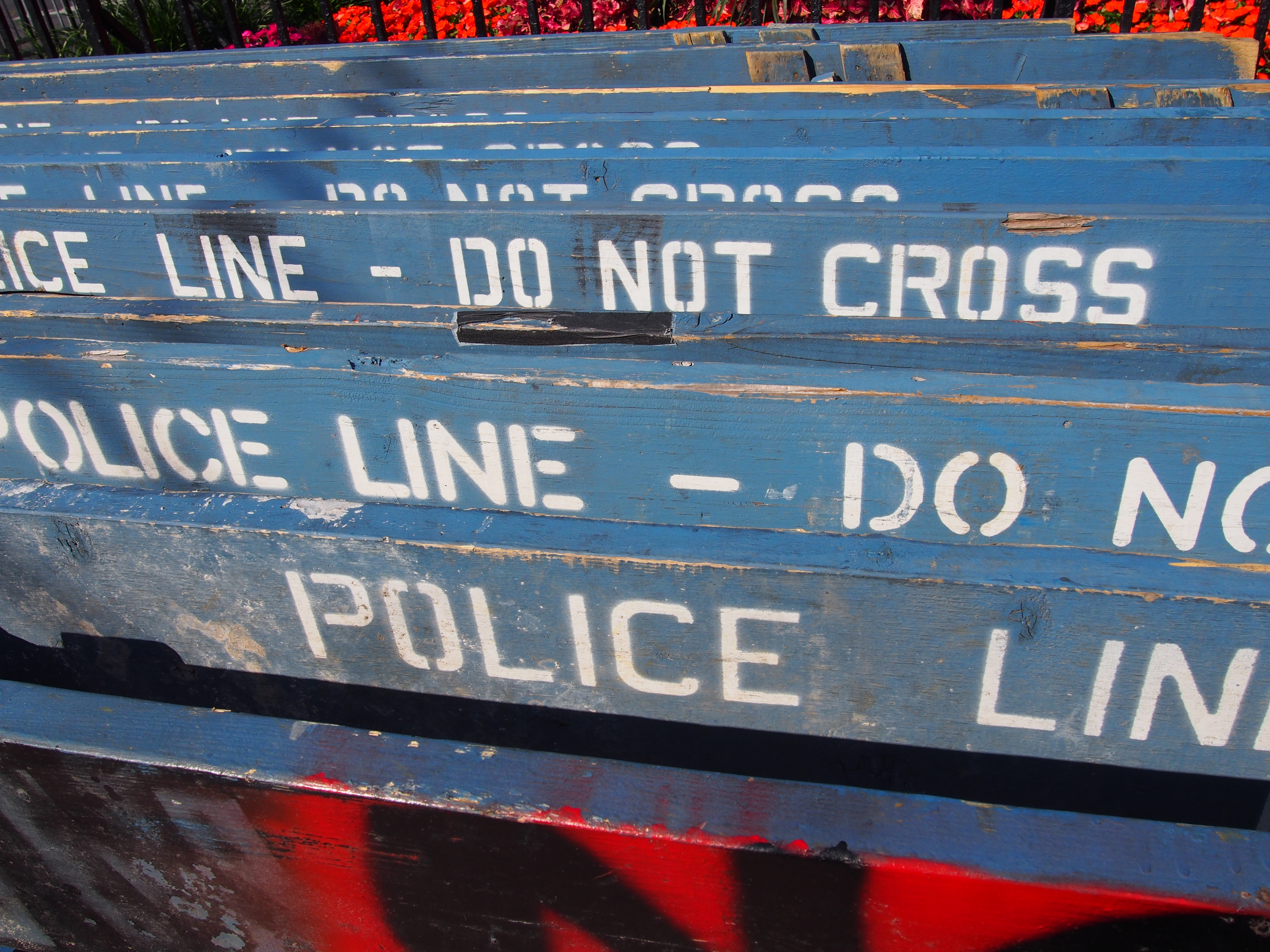
2016 : Barrières de contrôle des foules en bois du Département de police de New York (NYPD).

La datation des différentes barrières mobiles de sécurité n'est pas avérée. 
Les premiers périmètres de sécurité délimités par les forces de l'ordre pour canaliser les foules étaient originellement délimités par des barrières en bois lourdes et difficiles à installer. Les premiers modèles étaient fixé avec des clous, des vis et des boulons. L'utilisation ultérieure de barrières en bois plus légères a été problématique, car trop peu résistantes, elles cédaient facilement aux assauts de la foule. 
Des barrières de sécurité mobiles en bois sont encore en usage dans les années 2016 à New York par exemple.
En septembre 1864, lors de la visite à Bruxelles du photographe Nadar avec son ballon Le Géant, les autorités font ériger des barrières mobiles métalliques afin de garder à distance la foule qui se massait au jardin botanique.
Depuis, en Belgique, les barrières mobiles de sécurité sont appelées « barrières Nadar » .
L'ingénieur Boris Peskine, spécialisé dans le secteur des échafaudages, s'intéresse au mobilier urbain et met au point dans les années 1950 le type de barrière mobile métallique le plus utilisé désormais en France, et souvent appelé « barrière Vauban » (vraisemblablement en hommage à Vauban[réf. souhaitée]).
Ce type de barrière est connu sur de nombreux noms comme barrière de police, barrière de protection mobile, barrière Nadar, barrière mobile, barrière de sécurité, barrière de foule, barrière anti-émeute, barrière de contrôle, barrière Vigipirate, barrière de chantier.

## Description
La barrière mobile de sécurité est composée d'un cadre aux angles arrondis, de barreaux verticaux, de pieds stables et de systèmes de fixation latéraux permettant des raccords acceptant les dénivelés et les rotations.
D'une hauteur fixe de 1,10 m, la barrière mobile de sécurité peut être d'une longueur de 2,50 m avec 18 barreaux, ou de 2 m avec 14 barreaux, mais il existe aussi des barrières à 16 ou 19 barreaux.
L’espacement entre les barreaux ne doit pas être supérieur à 11 centimètres afin que les enfants ne puissent pas passer leurs têtes entre les barreaux et rester coincés. 
Cependant, on trouve aussi des modèles avec des espacements supérieurs ou des barres disposées en quadrilatères.
Généralement en acier galvanisé, son poids varie entre 14 kilos et 20 kilos et ses barreaux sont des tubes creux prisonniers du cadre et soudés pour une bonne rigidité de l’ensemble.
Elle est couramment munie d'un système d’accroche universelle en fer plat conçu pour s’adapter à d’autres modèles de barrières existants. Certains modèles de barrière comportent deux crochets soudés, disposés dans le sens longitudinal d'un seul côté de chaque barrière sur un montant vertical, permettant de la relier au montant vertical opposé de la suivante, d'autres des crochets orientés vers le bas qui viennent s'insérer dans deux œillets soudés dans la barrière suivante.
Des modèles en polypropylène ou polyéthylène sont également disponibles sur le marché.

## Usages

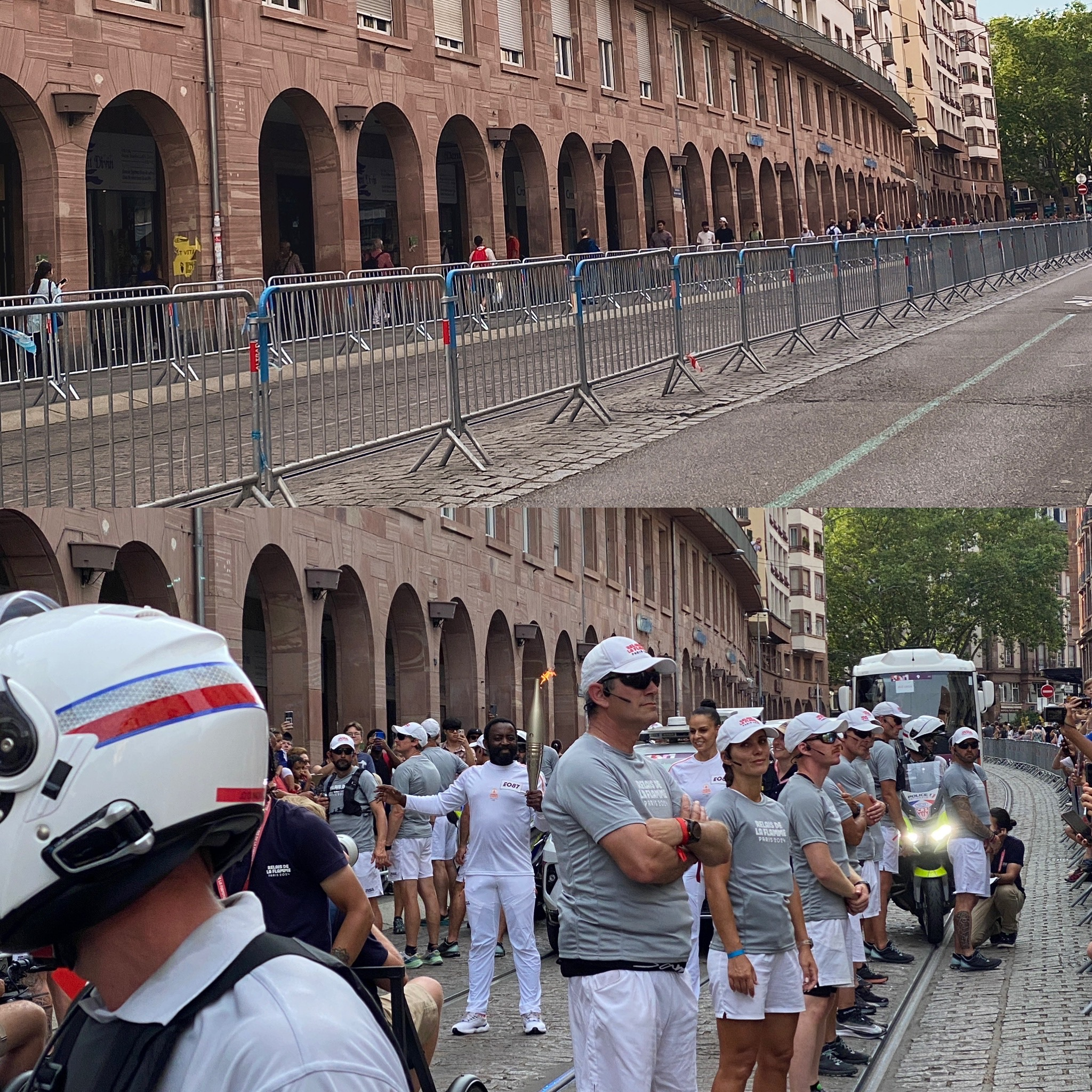
Avant-après: exemple de barrières mobiles de sécurité pour ménager le passage de la Flamme Olympique à Strasbourg le 26 juin 2024

Raccordées entre elles, les barrières mobiles de sécurité forment un cordon temporaire de garde-corps d'une longueur variable destiné à canaliser les foules et empêcher le passage des individus.
Elles sont utilisées lors d'événements exceptionnels (concerts, manifestations, etc.) pour instaurer des périmètres de sécurité temporaires, réguler des accès, gérer l'affluence en canalisant des flux de personnes, délimiter des zones de travail, assurer la sécurité d'événements, de chantiers ou de travaux de voirie,  sécuriser et délimiter des accès à certains chantiers, empêcher le stationnement.
Les barrières de police sont appelées ainsi car elles sont initialement utilisées par les forces de l’ordre. Cependant, elles ne sont pas réservées à ces dernières et sont disponibles sur le marché pour les collectivités, les entreprises d’événementiel et organisateurs d’événements qui procèdent également à leur transport, installation et désinstallation sur les sites.
Les barrières peuvent être personnalisées par des plaques de métal, des bâches ou des housses.
Lors de manifestations à caractère politique, les barrières mobiles sont parfois utilisées par les manifestants pour se protéger ou construire des barricades comme lors de la manifestation des Gilets jaunes aux Champs-Élysées à Paris le 14 juillet 2019.

## Dans la culture
En 1978, le photographe Krzysztof Pruszkowski présente dans une exposition au Centre Pompidou intitulée « Barierka (Petite barrière) », une série de 79 photographies noir et blanc consacrées uniquement aux barrières mobiles de sécurité. La série fait partie des collections du Musée national d'Art Moderne,. L'exposition donne lieu à une critique de Gonzague Saint Bris publiée le 26 juillet 1978 dans Le Monde et intitulée « En barrière toute ». Mis en cause dans l'article sur sa nationalité et la qualité de son travail, Boris Peskine, l'inventeur des barrières Vauban, demande un droit de réponse publié le 09 août 1978 sous le titre « Des barrières entre le symbolisme et le réalisme ». 
Dans « Confidences », un projet artistique de juin 2009, Chloé Ruchon modifie une barrière Vauban en fauteuil confident, un fauteuil en forme de S qui permet à deux personnes assises sur un même siège de discuter ensemble sans avoir à tourner la tête. La barrière modifiée est intégrée dans l'alignement des barrières standard et s’inscrit dans l’espace urbain comme une parenthèse.
Ici la barrière n’est plus un obstacle ou une séparation mais permet un rapprochement, un espace de rencontre, d’échange. Le prototype donne lieu à l'édition de photographies. 
En mars 2014, dans le cadre de leur travail à l'EESAB, École Européenne Supérieure d’art de Bretagne, le collectif d'artistes YA+K réalise une installation monumentale et réversible de barrières anti-émeute sur la place de la Liberté de Brest intitulée « Questionner par l'action - FIR - Force d'intervention rapide ». L'idée est de produire avec un objet à forte valeur symbolique  sur la question de l'exclusion, des limites, du contrôle, de la coercition, une installation dans l’espace public conçue comme une « manifestation ».
En 2016 et 2017, le collectif d’artistes de Québec BGL, Jasmin Bilodeau, Sébastien Giguère et Nicolas Laverdière, utilisent des barrières mobiles de sécurité et des chariots de supermarchés pour créer une installation en forme de carrousel présentée à Québec en 2016 et Montréal en 2017.